# Aymar III de Poitiers-Valentinois
Pour les articles homonymes, voir Aymar de Poitiers.
Aymar III ou Aimar III de Poitiers († 1277), dit par commodité de Poitiers-Valentinois, dit Aymaret, est un seigneur, puis comte de Valentinois et Diois du milieu du XIIIe siècle, issu de la maison de Poitiers-Valentinois.

## Biographie

### Origines
Aymar, que l'on trouve également sous la forme Aimar, est le fils unique du seigneur Guillaume II de Poitiers (1202 † 1226) et de Flotte/Flote de Royans († apr. juin 1257), dame de Saint-Nazaire-en-Royans (région de Royans),. Il est issu de la maison de Poitiers-Valentinois.
Son grand-père, Aymar II, est le comte comte de Valentinois et Diois.
Il est parfois surnommé Aymaret, « car c'est sous ce diminutif qu'on désignait le petit-fils d'Aymar II, du vivant de celui-ci », selon Chevalier (1897).

### Tutelle contestée
Son père, héritier du comté, meurt, avant son père, le comte Aymar II, † av. décembre 1226. Dans son testament, Guillaume place son fils sous la tutelle de sa mère, qui est aidée des seigneurs Adémar/Adhémar de Bressieu(x) et Héracle/Eracle de Montlaur, écartant ainsi son père. Les raisons de ce choix restent inconnues pour les historiens.
Le comte Aymar II, se sentant trahit par son fils, sans autre héritier, prends les armes contre sa belle-fille, en 1227,. Flotte de Royans et ses alliés se voient obligés de demander de l'aide à l'évêque de Valence, Guillaume de Savoie, qui trouve là le moyen d'affirmer son autorité sur la famille comtale,,,. 
L'évêque, grâce à sa diplomatie, prend le dessus sur le comte de Valentinois. Le comte Aymar II, malgré l'appel à l'aide au sire de Faugigny, Aymon II, doit signer une paix,. Peu de temps après, afin de « cimenter cette union » (Chevalier, 1889), Flotte de Royans épouse en secondes noces, en 1231, ce même Aymon II de Faucigny,.
Aymar devra rembourser à l'évêque de Valence, la somme de 40 000 sous viennois, pour son aide lors de ce conflit.

### Comte de Valentinois et Diois
Aymart semble obtenir la gestion des terres comtales, vers 1232, alors que son grand-père, Aymar II est toujours en vie.
En décembre 1235, suzerain de l'Empire pour ses biens situés sur la rive gauche du Rhône, il se rend auprès de l'Empereur, à Haguenau.
En mars 1239, à la suite d'un échange de terres avec les seigneurs du Pouzin, il entre en conflit avec son aïeul. À partir de cette date, Chevalier (1897) constate qu'Aymar II disparaît des documents jusqu'à sa mort, vers 1250. Du temps du vivant de son grand-père, Aymar ne porte aucun titre dans les documents, si ce n'est les formules fils de feu Guillaume, comte de Valentinois ou encore fils du comte de Valentinois.
Ayant assuré son pouvoir, tant du côté impérial qu'auprès du comte de Toulouse, il reprend les hostilités avec l'Église de Valence (voir ci-après).
En 1253, il intervient dans la succession de Clérieu, qui a débouché sur une véritable petite guerre civile, dans la région. Clérieu est une possession de sa grand-mère, Philippe de Fay, qui lui avait léguée par son testament de 1250, tout en gardant l'usufruit, ses possessions de Fay, Montréal, Queyrières, Mézenc, Chanéac, Chambarlhac (Chamberliac), La Roche-de-Glun et Clérieu,. Toutefois, en raison de son comportement, elle avait substitué, l'année suivante, à Aymar son autre petit-fils, Pierre-Bermond VII d'Anduze, pour l'obtention Clérieu. Ce dernier ne souhaitant pas entrer en conflit avec son cousin, préfère se dessaisir de cette part d'héritage, en faveur de Roger de Clérieu et son fils.
En 1270, il s'engage lors de la huitième croisade menée par Saint Louis, en se rendant auprès d'Alphonse de Poitiers, comte de Toulouse, et son épouse Jeanne de Toulouse.. Il leur rend hommage, le 4 juillet, pour ses possessions aux diocèses de Viviers et du Puy . Il rédige, pour l'occasion, son testament dans lequel il désigne son fils comme successeurs. C'est à cette occasion qu'il rédige son second testament.
Le 25 septembre 1275, les diocèses de Die et de Valence sont unis par une bulle du pape Grégoire X pour renforcer le pouvoir des comtes-évêques face au pouvoir des comtes de Valentinois.  

### Conflit avec l'Église de Valence
Les luttes de pouvoir entre les comtes de Valentinois et les évêques de Valence, considérés comme des rivaux, sont régulières. Son père et son grand-père sont en lutte contre l'évêque Guillaume de Savoie. Toutefois, lors de l'affaire de la tutelle d'Aymar, à la mort de son père, sa mère fait appelle à l'évêque Guillaume de Savoie pour la soutenir face à son beau-père. 
Ayant assuré son pouvoir sur ses terres, il réouvre les hostilités contre l'évêque de Valence,Philippe de Savoie, élu en 1241. Fougeux, Aymar ne respecte pas les règles en usage, violant parfois les trêves. Cependant, une paix est signée le 16 février 1244, sous les auspices du métropole de Vienne, Jean de Bernin, à l'issue de laquelle les deux princes s'engagent à respecter le traité. 
Toutefois les tensions vont se poursuivre. Possédant des droits de péage à Crest et sur le pont entre Valence et Livron, les sujets de l'évêque se plaignent des agissements du comte et de ses gens. Philippe de Savoie, désormais archevêque de Lyon et gardant l'administration de Valence, souhaite régler rapidement ces problèmes, organisant une rencontre, en 1248, à Valence afin de rédiger un « règlement fort détaillé qui devait désormais prévenir entre eux toutes causes de conflit » (Chevalier, 1889). En 1253, un nouveau conflit éclate entre les deux hommes, mais l'affaire est réglée rapidement.
En raison de la distance entre le prélat et son diocèse de Valence, Aymar en profite pour commettre des exactions sur les terres relevant du diocèse, amenant notamment les moines de Saint-Chaffre à se plaindre,.
En 1267, l'évêque de Valence, Philippe de Savoie, démissionne ouvrant une période de vacance au cours de laquelle Aymat tente de renforcer son pouvoir sur la région.
Lors du Deuxième concile de Lyon (1274), le pape Grégoire X charge deux légats de régler les différents entre Aymar et l'évêque de Valence, Guy de Montlaur.

### Mort et succession
Alors qu'il se trouve auprès de son parent Adhémar, coseigneur de Montélimar, à Rochemaure, il tombe malade,. Il fait refaire son testament, sur place, le 20 avril 1277,. Il indique vouloir régler les différents avec les abbés de Saou, de Cruas et d'Aiguebelle, ainsi que les prieurs de Saint-Marcel, de Rompon, de Saint-Médard, etc. Decan II d'Uzès, son parent, Pierre, seigneur de Boursol, Guillaume de Châteauneuf, seigneur de la Laupie, auxquels sont associés l'évêque d'Avignon, Robert d'Uzès, et frère Raymond de Mévouillon, de l'ordre des Frères Prêcheurs.
Le 6 mai, il émancipe son fils et successeur, Aymar, en présence de Giraud Adhémar, coseigneur de Montélimar. L'acte, passé dans la maison de Raymond Laroche, bayle de Rochemaure, est l'occasion de lui donner entre vifs ses terres et châteaux,,.
Aymar semble mourir quelques jours après. Son corps est inhumé, selon ses volontés, dans l'abbaye Sainte-Anne de Bonlieu, située dans le diocèse de Valence.

### Testaments et possessions
Aymar laisse deux testaments, le premier en 1270, avant son départ pour la croisade, et un second en 1277, permettant de connaître l'ensemble de ses possessions.
Il se nomme Aimarus de Pictavia Comes Valentinensis filius quondam domini Guillelmi de Pictavia comitis Valent dans celui de 1277.
Les donations faites à son fils, en mai 1277, permettent de comprendre « l'étendue et l'importance du comté de Valentinois ». Aymar possédait ainsi en propre les châteaux (castrum, castra) de Baix, du Pouzin, de Saint-Auban, de Privas, de Tournon, d'Étoile, de Montmeyran, d'Upie, de Châteaudouble, de Charpey, de Grane, de Crest, de Quint, de Pontaix et de Saou,.

## Famille
Aymar se marie deux fois.
Vers 1241, il épouse en premières noces Sibylle/Sibille de Beaujeu, fille d'Humbert V († 1250), seigneur de Beaujeu, connétable de France. Ils ont :
- Philippe/Philippa († vers 27 avril 1283), ∞ Bertrand des Baux, comte d'Avellin (Avellino).
- Marguerite († après 28 août 1303), dame de Châteauneuf-de-Vernoux, ∞ (contrat du 12 novembre 1255) Roger III, seigneur de Clérieu.
- Aymar († 10/19 octobre 1329), qui succède à son père sous le nom d'Aymar IV.

Il épouse en secondes noces Alixente de Mercœur, fille de Béraud, seigneur de Mercœur et de Béatrix de Bourbon, dont : 
- Guillaume († vers 1315), seigneur de Saint-Vallier, ∞ (vers 30 avril 1294) Luce de Beaudiner, fille et héritière de Guillaume II de Beaudiner, baron de Cornillon. Dont postérité.

Selon certains généalogistes, une dispense papale, datée du 26 janvier 1255, aurait été accordée pour un mariage avec Marguerite († après janvier 1264), fille d'Amédée IV, comte de Savoie et veuve de Boniface II († 1253), marquis de Montferrat (Europäische Stammtafeln, III 740, reprise sur le site FMG). L'information est toutefois absente des travaux de Jules Chevalier.

## Sceaux
Deux sceaus sont conservés.
Le premier est appendu à un acte de 1239. Il s'agit d'un sceau équestre sur lequel le bouclier porte des besants sous un chef. Au revers, on observe un soleil, dans lequel, au centre, sont dessinés un croissant et une étoile, le texte accompagnant a disparu.
Le second, datant de 1270, est également un sceau équestre, portant un semé de besants sous un chef. La légende serait ..GILL.. ADE.ARI DE PICTAVIA, dont la traduction retenue est Sigillum Ademari de Pictavia.
Les Archives départementales de l'Isère conservent un sceau ayant servi à la donation d'Aymar à son fils, en 1277. Ce dernier est de forme ronde (35 mm) dans lequel se trouve l'écu à six besants, 3, 2 et 1, hachures dans le chef, mais dont la légende reste illisible.